# Csombárdi-rét természetvédelmi terület
A Csombárdi-rét természetvédelmi terület Somogy vármegye egyik védett természeti értéke. Az 53,4 hektáros területet a Környezetvédelmi és Vízügyi Minisztérium 26/2007-es rendelete nyilvánította védetté.

## Földrajz
A rét Somogy megye középső részén, Kaposvár központjától kevesebb mint 15 km-re található, Mezőcsokonya és Csombárd között, előbbi település közigazgatási területén. A mezőgazdasági területekkel és kisebb erdőkkel körülvett terület szilárd burkolatú úton nem közelíthető meg. Középső részén egy mesterséges tavat is felduzzasztottak, amelyben a nemzeti park igazgatóság a természetes szaporulatra építve extenzív halgazdálkodást folytat. Mesterséges takarmányozást nem végeznek, és törekednek az invazív fajok visszaszorítására.
A terület jellegzetessége, hogy bár csak néhány méteres szintkülönbségek jellemzik (143 és 153 méteres tengerszint feletti magasságban fekszik), mégis egyaránt előfordulnak lápos-mocsaras élőhelyek és a buckahátakon száraz, homokos legelők. Alapkőzete futóhomok, amelyet eredetileg lombos erdők borítottak, de a tájhasználat eredményeképpen ezek egy része eltűnt, másik része átalakult. A kezelés azóta is tart, a mai élővilág nagyrészt ennek köszönheti fennmaradását.
A rét szabadon látogatható, de 25–30 főt meghaladó létszámú csoportoknak a nemzeti park igazgatóság által biztosított szakvezetőt kell igénybe vennie.

## Élővilág
A területnek elsősorban növényvilága értékes. Védett fajai között megtalálható az agárkosbor, a keskenylevelű gyapjúsás, a bugás sás, a fekete kökörcsin, a hússzínű ujjaskosbor, a mocsári kosbor, a pompás kosbor és a vidrafű is. Állatai közül jellegzetes a vidra.

## Képek

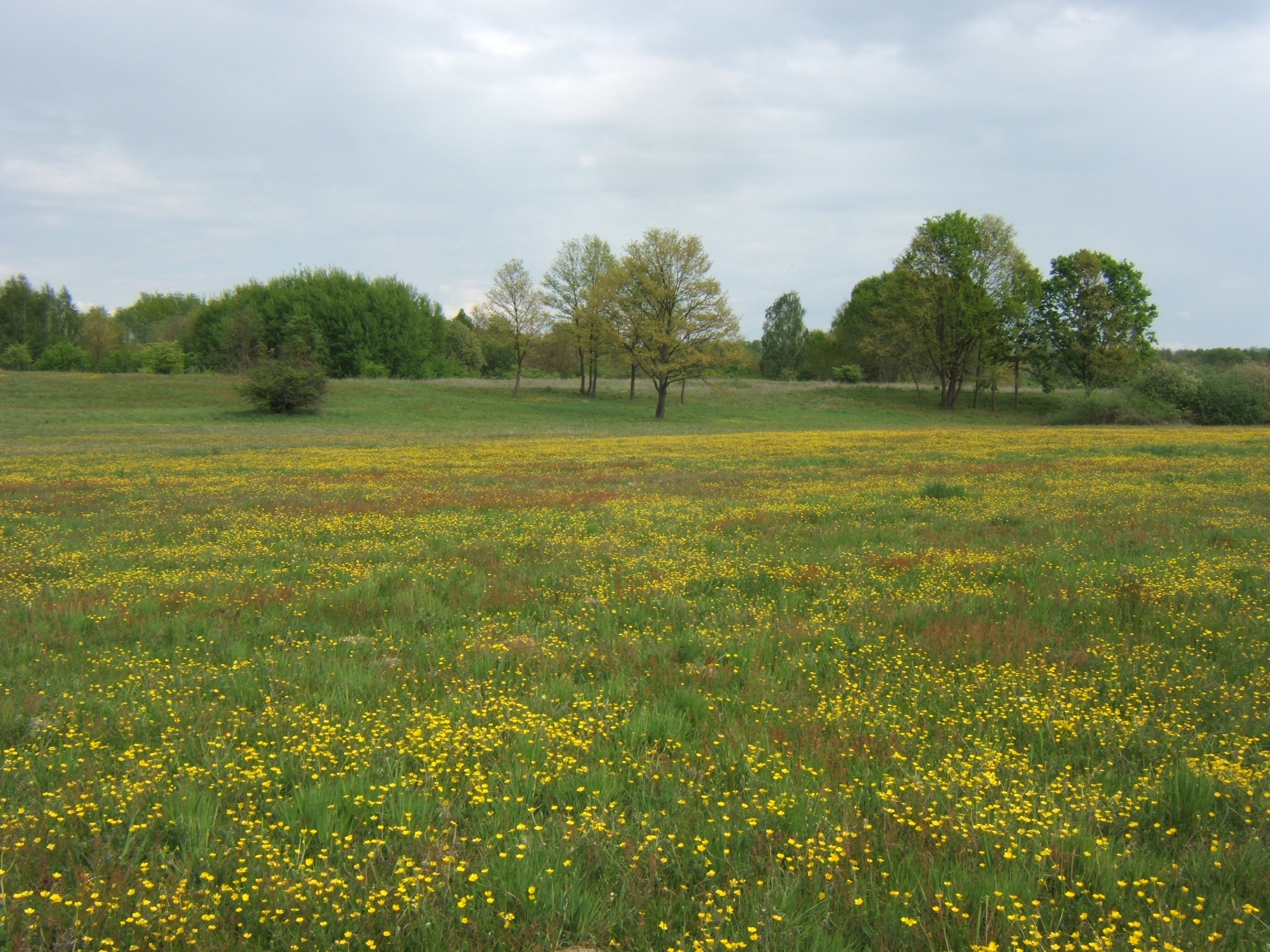
Tavasszal
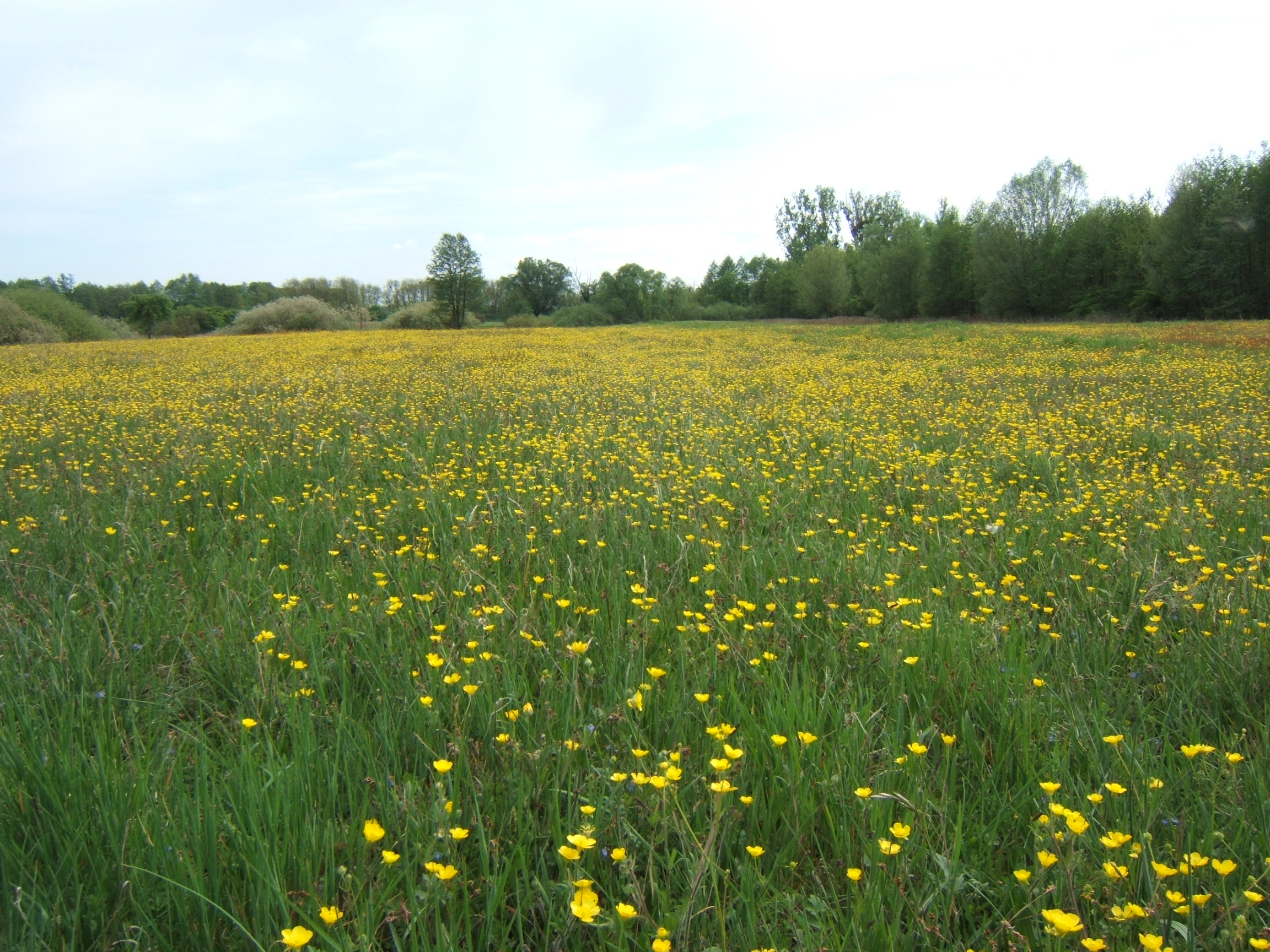
Tavasszal
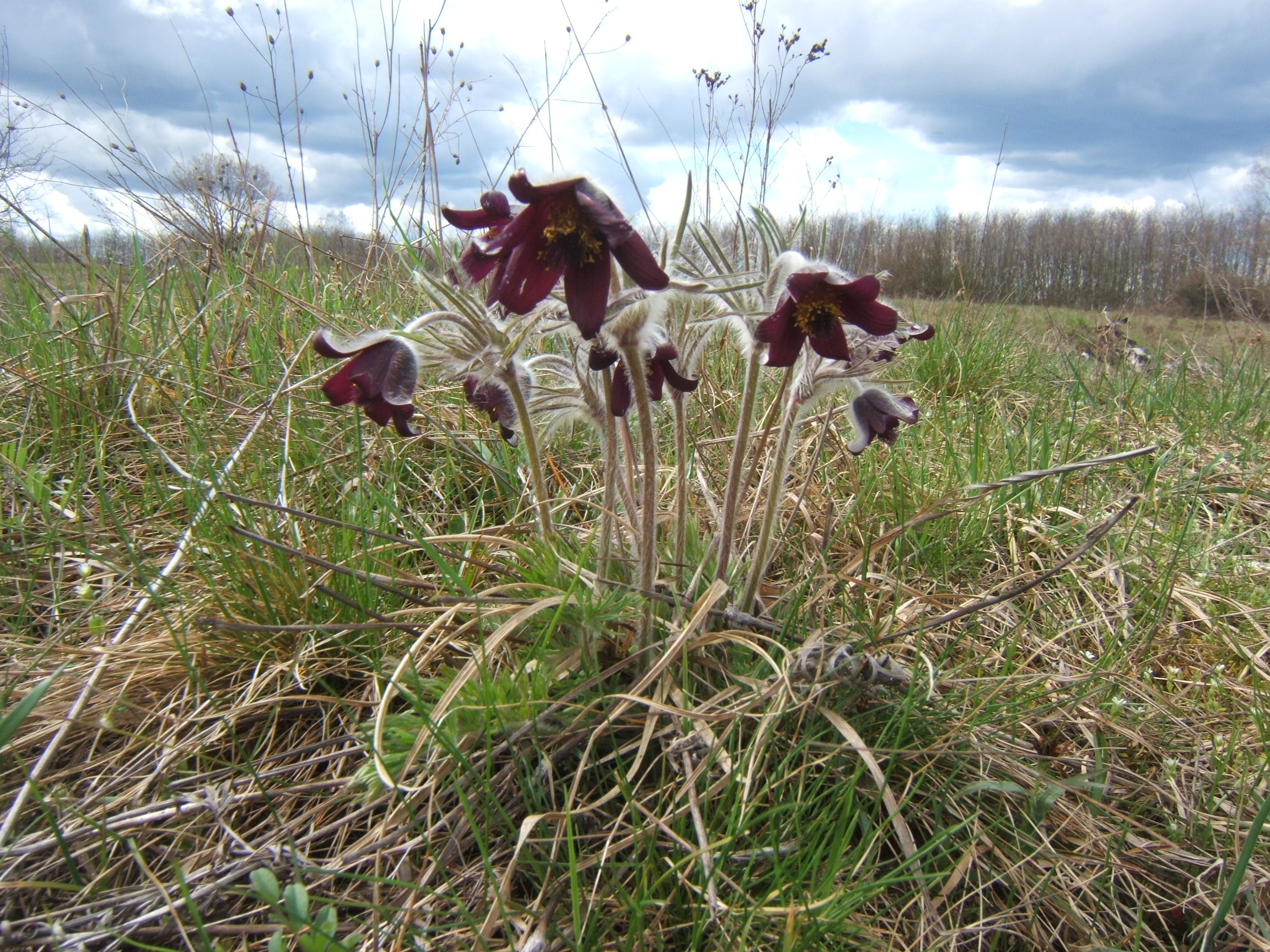
Kökörcsin a réten
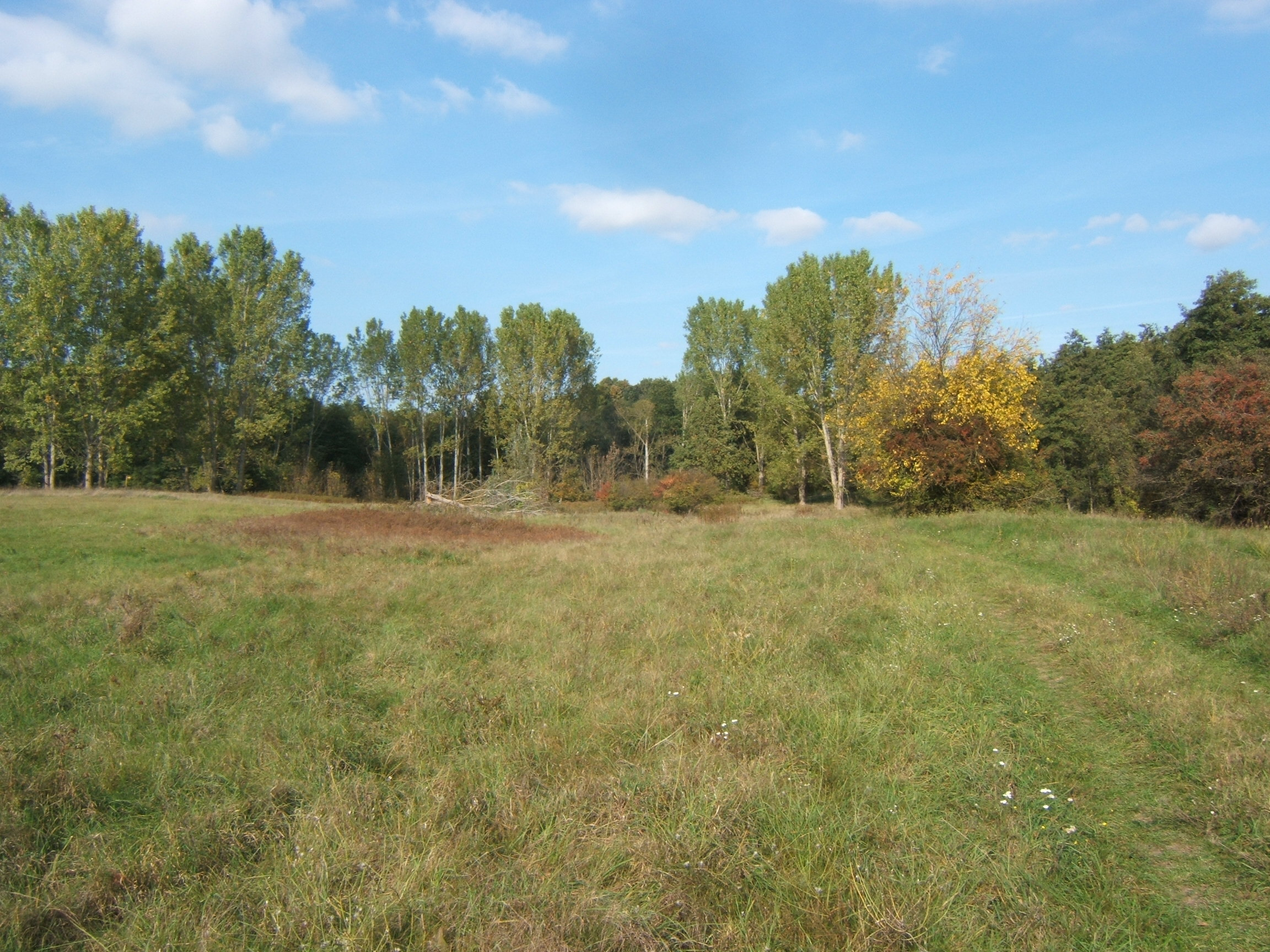
Ősszel